# Tulpehocken Creek (Schuylkill River)
Der Tulpehocken Creek ist ein Fluss im Berks County im US-Bundesstaat Pennsylvania. Er entspringt etwa 1,5 Kilometer östlich von Millardsville. Anschließend passiert er links von sich Stouchsburg, rechts Womelsdorf, bevor er nach Norden schwenkt. Dort fließt er an Charming Forge (links) vorbei. Nach Kricks Mill (rechts) fließt er östlich, bis er südlich von Bernville in südöstliche Richtung umschwenkt. Unterhalb von Bernville wird der Tulpehocken Creek zum Blue Marsh Lake aufgestaut. In Reading mündet er in den Schuylkill River.